# Remilia
Maria Creveling, més coneguda pel pseudònim de Remilia, (Portland, 2 de febrer de 1995 - Las Vegas, 27 de desembre de 2019) fou una jugadora d'esports electrònics estatunidenca, especialitzada en el viodejoc League of Legends. Se la conegué especialment per haver estat la primera persona transgènere i la primera dona a classificar-se per a les League of Legends Championship Series, jugant a les files de l'equip Renegades.

## Biografia

### Trajectòria professional
L'agost 2015 es classificà per a les League of Legends Championship Series, en tant que Suport a les files de l'equip Renegades. Fou la primera persona transgènere i la primera dona a jugar en una lliga regional major. Afirmà des del començament de la temporada que no volia participar en aquesta sèrie sinó només classificar-s'hi per tal de servir per a la causa de les persones transgèneres als esports electrònics. Justificà aquesta tria per la seva voluntat d'evitar els escàndols i debats sobre la plaça dels jugadors transgèneres al marc competitiu, així com pel fet que mai havia buscat ser la millor jugadora del món.
Demanà no ser posada davant de les càmeres dels periodistes durant les competicions, ni figurar a la foto de l'equip Renegades, que no mostrà a quatre jugadors, per tal d'evitar que fossin assetjats a les xarxes socials.
Al febrer 2016, abandonà Renegades, explicant que s'havia trobat massa problemes de confiança amb ella mateixa per a continuar jugant. Alex Badawi, director de l'equip, l'amenaçà d'extreure-li el seu salari per reemborsar-se un avanç personal per les seves despeses mèdiques. D'altres membres de l'equip el retingueren i li recordaren que aquest avançament de diners no derivava del contracte de treball de Creveling i, per tant, no tenia cap relació amb la seva presència a l'equip. El mateix dia, presentà les seves excuses a Creveling. Aquest conflicte fou una de les raons per a la dissolució de l'equip Renegades pel Riot Games de juliol de 2016.
Assetjada en línia a causa de la seva identitat transgènere, abandonà els Estats Units d'Amèrica. A l'octubre de 2016, després de vuit mesos d'absència de l'escena competitiva, fitxà per l'equip xilè Kaos Latin Gamers sota el pseudònim de Sakuya. Presentà les seves excuses públiques a la comunitat pel seu abandonament de Renegades durant la temporada anterior i per la seva «actitud detestable» cap als seus fans, dient que durant la seva pausa havia après a descansar i aprofitar la vida, i que havia canviat completament de mentalitat.

### Mort
El 28 de desembre de 2019, Richard Lewis anuncià per la xarxa social twitter que Creveling havia mort sobtadament mentre dormia a la nit.

### Vida privada
Creveling fou una dona transgènere, que no volgué reconèixer-se dins la comunitat LGBT i tampoc esdevenir una icona: «Desitjaria que es parés de posar-me a la comunitat LGBT. No sóc jo i no m'hi reconec».
De vegades se l'anomenà "Madwife", en referència al jugador coreà Madlife, que fou considerat com el "Déu" del personatge amb el que jugà: Thresh.